# Marius Kusch
Marius Kusch (Datteln, 5 de mayo de 1993) es un deportista alemán que compite en natación, especialista en el estilo mariposa.
Ganó una medalla de bronce en el Campeonato Mundial de Natación en Piscina Corta de 2022, una medalla de bronce en el Campeonato Europeo de Natación de 2018 y dos medallas en el Campeonato Europeo de Natación en Piscina Corta, oro en 2019 y bronce en 2017.

## Palmarés internacional
| Campeonato Mundial en Piscina Corta | Campeonato Mundial en Piscina Corta | Campeonato Mundial en Piscina Corta | Campeonato Mundial en Piscina Corta |
| Año                                 | Lugar                               | Medalla                             | Prueba                              |
| ----------------------------------- | ----------------------------------- | ----------------------------------- | ----------------------------------- |
| 2022                                | Melbourne (Australia)               | Medalla de bronce                   | 100 m mariposa                      |
| Campeonato Europeo                  |                                     |                                     |                                     |
| Año                                 | Lugar                               | Medalla                             | Prueba                              |
| 2018                                | Glasgow (Reino Unido)               | Medalla de bronce                   | 4 × 100 m estilos                   |
| Campeonato Europeo en Piscina Corta |                                     |                                     |                                     |
| Año                                 | Lugar                               | Medalla                             | Prueba                              |
| 2017                                | Copenhague (Dinamarca)              | Medalla de bronce                   | 100 m mariposa                      |
| 2019                                | Glasgow (Reino Unido)               | Medalla de oro                      | 100 m mariposa                      |